# Viola abyssinica
Ne doit pas être confondu avec Viola abyssinica var. eminii Engl. ou Viola abyssinica var. ulugurensis Engl..
Espèce
Synonymes
- V. emirnensis Boj. ex Oliv.
- V. zongia Tul.

Classification phylogénétique
Viola abyssinica Steud. ex Oliv. est une espèce de plantes à fleurs de la famille des Violaceae. C'est une plante herbacée qui pousse en Afrique tropicale.

## Description

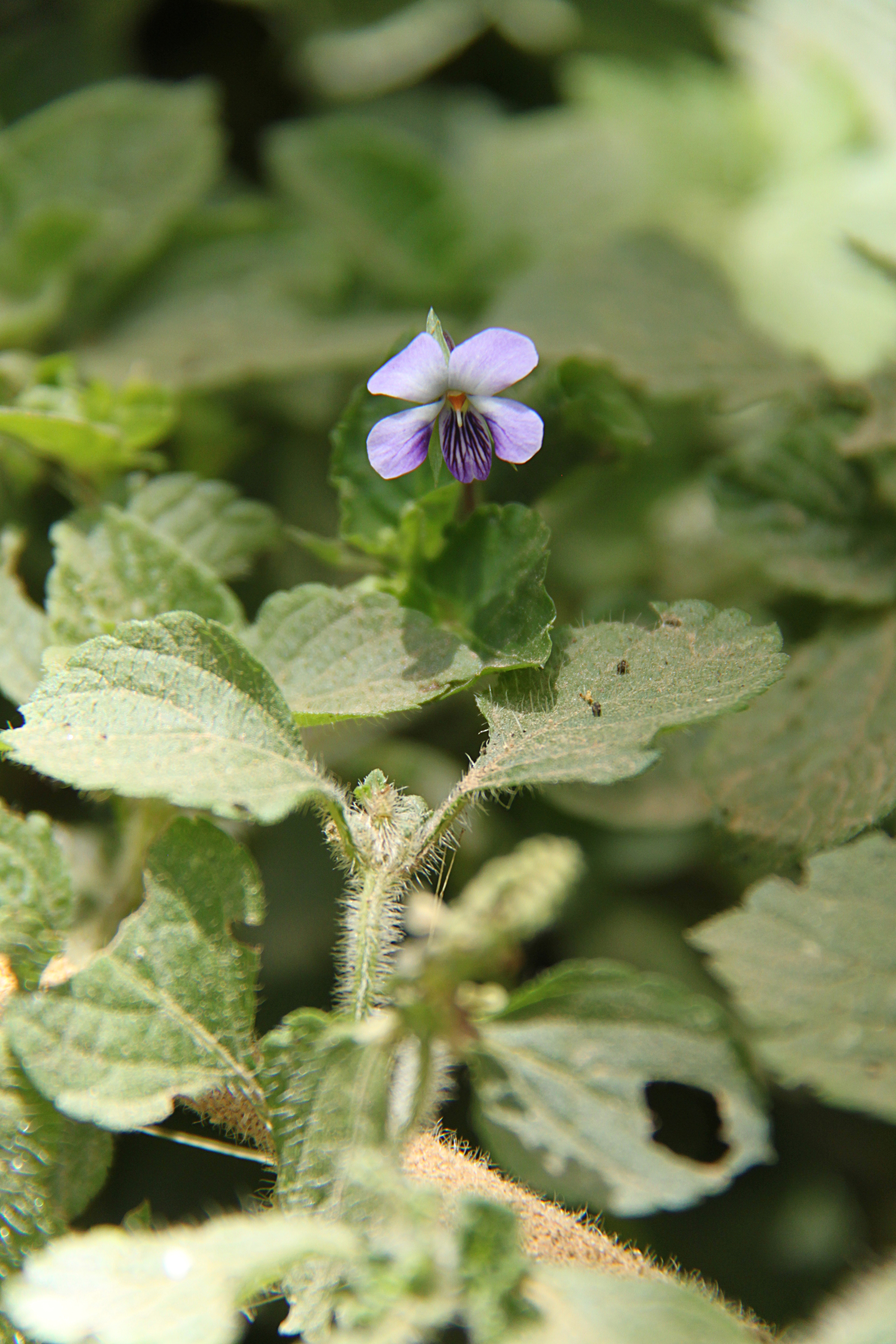
Viola abyssinica.

C’est une herbe grimpante vivace dont les grandes tiges fines, le plus souvent sans branches, forme des racines aux nœuds. Les feuilles sont alternées, cordiformes et mesurent de 1 à 2 cm de long et de large. Les pétioles sont effilés et peuvent atteindre 2 cm de longueur. Les stipules sont foliacées et lacérées. Les fleurs auxiliaires sont solitaires et persistantes. Les pédicelles sont fins et mesurent jusqu’à 5 cm de long. Les sépales sont plus ou moins égaux, étroitement ovales à acuminés et peuvent atteindre 5 mm de longueur. La corolle est formée de deux paires de pétales : les supérieurs sont blanchâtres, obovales, de 5 à 10 mm de long ; les antérieurs, veinés, sont plus courts et d’une couleur allant du bleu pâle au bleu foncé ou même violet.
Sa période de floraison se situe entre octobre et mars.
Elle se rencontre en bordure de forêts et dans les prairies humides, souvent rampante au-dessus de la végétation environnante. Elle est présente dans les montagnes, à une altitude supérieure à 1 200 mètres, de l’Éthiopie à l’Afrique du Sud ainsi qu’au Niger, Cameroun et Madagascar.

## Utilisations
La plante entière sert comme antidote ou vomitif.
Les feuilles séchées et réduites en poudre de Maesa lanceolata +  Viola abyssinica + Dissotis brazzae + beurre ou de l'huile de ricin sont utilisées en massage local contre les fractures.
Les feuilles de Viola abyssinica sont broyées pour en extraire le jus et ensuite appliquées pour adoucir le cuir dur.